# Haemaphysalis muhsamae
Haemaphysalis muhsamae är en fästingart som beskrevs av Santos Dias 1954. Haemaphysalis muhsamae ingår i släktet Haemaphysalis och familjen hårda fästingar.
Artens utbredningsområde är Kamerun. Inga underarter finns listade i Catalogue of Life.